# أعمى (مسلسل كوري جنوبي)
أعمى (بالكورية: 블라인드)؛ هو مسلسل تلفزيوني كوري جنوبي، من بطولة أوك تايك يون، ها سوكجين وجونغ أون جي. تدور أحداث المسلسل حول الجريمة والنظام القضائي ويحكي قصص المتهمين المظلومين. عرض على قناة تي في ان من 16 سبتمبر إلى 5 نوفمبر 2022. تم بثه كل يومي الجمعة والسبت

## ملخص
تدور احداث المسلسل عن أشخاص أصبحوا ضحايا ظلمًا وجناة عاديين أغلقوا أعينهم عن الحقائق لغير المُريحة. كما يتمحور حول المحققين والقضاة وطلاب كلية الحقوق والمُحلفين.

## طاقم

### رئيسي
- اوك تايك يون في دور ريو سونغ جون[10]
- ها سيوك جين في دور ريو سونغ هون[11]
- جيونغ اون جي في دور جو أون جي[12]

### دور داعم
- بارك جي بن في دور جونغ إن سيونغ[13]
- جونغ إيوي ووك في دور أوه يونغ غوك[14]
- كانغ نا اون في دور كوون يو نا[15]
- بايك سونغ هي في دور يوم هي جين[16]

## المشاهدات
| الموسم | الموسم | رقم الحلقة | رقم الحلقة | رقم الحلقة | رقم الحلقة | رقم الحلقة | رقم الحلقة | رقم الحلقة | رقم الحلقة | رقم الحلقة | رقم الحلقة | رقم الحلقة | رقم الحلقة | رقم الحلقة | رقم الحلقة | رقم الحلقة | رقم الحلقة | المتوسط |
| الموسم | الموسم | 1          | 2          | 3          | 4          | 5          | 6          | 7          | 8          | 9          | 10         | 11         | 12         | 13         | 14         | 15         | 16         | المتوسط |
| ------ | ------ | ---------- | ---------- | ---------- | ---------- | ---------- | ---------- | ---------- | ---------- | ---------- | ---------- | ---------- | ---------- | ---------- | ---------- | ---------- | ---------- | ------- |
|        | 1      | 769        | 559        | 531        | 487        | 380        | 613        | 511        | 589        | 557        | 606        | 511        | 482        | 628        | 538        | 507        | 790        | 566     |

وفقاً لنيلسن، كانت الحلقة الأولى هي الاعلى مشاهدة، حيث سجلت متوسط تقييم بنسبة 3.3% بقرابة 800 الف مشاهد (مع الذورة).
| الحلقات | تاريخ البث     | (تقييمات نيلسن كوريا) | (تقييمات نيلسن كوريا) |
| الحلقات | تاريخ البث     | على الصعيد الوطني     | سيئول                 |
| ------- | -------------- | --------------------- | --------------------- |
| 1       | 16 سبتمبر 2022 | 3.385%                | 3.954%                |
| 2       | 17 سبتمبر 2022 | 2.430%                | 2.627%                |
| 3       | 23 سبتمبر 2022 | 2.460%                | 2.540%                |
| 4       | 24 سبتمبر 2022 | 2.591%                | 2.799%                |
| 5       | 30 سبتمبر 2022 | 1.785%                | 1.804%                |
| 6       | 1 أكتوبر 2022  | 2.847%                | 3.415%                |
| 7       | 7 أكتوبر 2022  | 2.194%                | 2.442%                |
| 8       | 8 أكتوبر 2022  | 2.849%                | 3.191%                |
| 9       | 14 أكتوبر 2022 | 2.383%                | 2.704%                |
| 10      | 15 أكتوبر 2022 | 2.582%                | 2.989%                |
| 11      | 21 أكتوبر 2022 | 2.535%                | 2.912%                |
| 12      | 22 أكتوبر 2022 | 2.172%                | 2.531%                |
| 13      | 28 أكتوبر 2022 | 3.152%                | 3.555%                |
| 14      | 29 أكتوبر 2022 | 2.613%                | 2.790%                |
| 15      | 4 نوفمبر 2022  | 2.518%                | 2.809%                |
| 16      | 5 نوفمبر 2022  | 3.136%                | 3.127%                |
| المعدل  | المعدل         | 2.602%                | 2.887%                |

## الإصدار
في 27 يوليو 2022، اصدرت قناة تي في ان أول عرض تشويقي يستعرض الشخصيات بجانب الإعلان عن تاريخ العرض الاول.
في 1 من أغسطس 2022، نشرت قناة تي في ان أول صور من القراءة الأولى للسيناريو بجانب الإعلان عن تاريخ العرض الاول، ومن المقرر عرض المسلسل في 16 سبتمبر 2022، ويبث كل يومي الجمعة والسبت.

## روابط خارجية
- الموقع الرسمي
 (بالكورية)
- أعمى على موقع IMDb (الإنجليزية)
- أعمى على موقع كينوبويسك (الروسية)
- أعمى على موقع قاعدة بيانات الفيلم (الإنجليزية)
- أعمى على هانسينما